# Tryon (Carolina del Norte)
Tryon es un pueblo ubicado en el condado de Polk, en el estado estadounidense de Carolina del Norte. La localidad, en el año 2000, tenía una población de 1 760 habitantes, en una superficie de 4.8 km², con una densidad poblacional de 368.7 personas por km².Según el censo de 2010, la población había descendido hasta los 1 562 habitantes. Situada en la escarpa de las montañas Blue Ridge, hoy la zona es bastante próspera y es un centro de actividades al aire libre y ecuestres, así como un centro artístico local.
Como dato interesante, se encuentra que en esta localidad nació Nina Simone, conocida como la High Priestess of Soul (la Gran Sacerdotisa del soul).

## Toponimia
Tryon Peak y la ciudad de Tryon llevan el nombre de William Tryon, gobernador de Carolina del Norte entre 1765 y 1771. Fue honrado por haber negociado con los cheroquis un tratado en el período inmediatamente posterior a la Guerra franco-india (1754-1763).

## Geografía
Tryon se encuentra ubicado en las coordenadas 35°12′32″N 82°14′20″O / 35.20889, -82.23889. Según la Oficina del Censo, la localidad tiene un área total de 4,8 km² (1,9 mi²), de la cual 4,8 km² (1,9 mi²) es tierra y 0 km² (0 mi²) (0.0%) es agua.

### Localidades adyacentes
El siguiente diagrama muestra a las localidades en un radio de 20 kilómetros (12,4 mi) de Tryon.

## Demografía
En el 2000 la renta per cápita promedia del hogar era de $31.449, y el ingreso promedio para una familia era de $44.485. El ingreso per cápita para la localidad era de $21.347. En 2000 los hombres tenían un ingreso per cápita de $35.956 contra $23.333 para las mujeres. Alrededor del 14.30% de la población estaba bajo el umbral de pobreza nacional.